# 1564
1564（千五百六十四、せんごひゃくろくじゅうよん）は自然数、また整数において、1563の次で1565の前の数である。

## 性質
- 1564は合成数であり、約数は 1, 2, 4, 17, 23, 34, 46, 68, 92, 391, 782, 1564 である。
  - 約数の和は3024。
- 1564 = 22 × 17 × 23
  - 3つの異なる素因数の積で p2 × q × r の形で表せる128番目の数である。1つ前は1550、次は1572。(オンライン整数列大辞典の数列 A085987)
- 1564 = 402 − 36
  - n = 40 のときの n2 − 36 の値とみたとき1つ前は1485、次は1645。(オンライン整数列大辞典の数列 A098847)
- 各位の和が16になる105番目の数である。1つ前は1555、次は1573。

## その他 1564 に関連すること
- 国際連合安全保障理事会決議1564（UNSCR1564）は、2004年に国際連合安全保障理事会で採択されたダルフール紛争に関する決議。
- 語呂合わせで「人殺し」と読める。
  - 自動車のナンバープレートや電話番号などでは忌み嫌われる傾向がある。ただし前者の場合、下2桁が42（死に）あるいは49（轢く）でないため欠番とはなっていない。後者の場合は、一般回線向けには受け入れられないので、主に公衆電話の番号に1564が割り当てられる傾向があるといわれる。
  - ウィリアム・シェイクスピアの生没年は1564年～1616年なので、覚える際に四大悲劇などと掛けて、「人殺し、いろいろ」といった語呂合わせが使われることがある。
  - 山形市にある山形県立山形西高等学校は所在地が「山形市鉄砲町1丁目15－64 」であるため、地元では「鉄砲一丁人殺し」と語呂あわせで覚えられていることがある。